# Gnophomyia tetracaena
Gnophomyia tetracaena är en tvåvingeart som beskrevs av Alexander 1967. Gnophomyia tetracaena ingår i släktet Gnophomyia och familjen småharkrankar. Inga underarter finns listade i Catalogue of Life.